# 로빈 쇼우
로빈 쇼우(영어: Robin Shou, 중국어: 仇雲波, 1960년 7월 17일 ~ )는 홍콩의 배우이자 무술가이다.

## 출연 작품
- 모탈 컴뱃